# 빗셰 GIK
빗셰 윔나스티크-오크 이드로츠클루브(스웨덴어: Vittsjö Gymnastik-och Idrottsklubb)는 스웨덴의 빗셰를 연고로 하는 프로 여자 축구 클럽이다. 1933년에 설립되었으며, 현재 스웨덴의 가장 높은 여자 축구 리그인 다말스벤스칸에 참가하고 있다.